# Prezidentské primárky Demokratické strany USA 2024
Demokratická strana pořádá prezidentské primárky a volební shromáždění, aby vybrala delegáty na Národní sjezd Demokratické strany v roce 2024, který určí kandidáta strany na prezidenta Spojených států v prezidentských volbách v roce 2024. Volby se uskuteční ve všech 50 státech USA, Washingtonu D.C. a v pěti teritoriích USA. Budou probíhat od ledna do června 2024. O znovuzvolení se uchází současný prezident Joe Biden, jeho spolukandidátkou je jeho viceprezidentka Kamala Harris.
Ačkoli Biden od roku 2021 opakovaně vyjadřoval svůj záměr ucházet se o znovuzvolení, v prvních dvou letech jeho prezidentství se spekulovalo, že by se o znovuzvolení nemusel ucházet kvůli svému věku a nízké popularitě. Bývalí demokratičtí kongresmani ve Sněmovně reprezentantů včetně Carolyn Malone, Joea Cunninghama a Tima Ryana veřejně prohlásili, že by Biden neměl kandidovat. Spekulovalo se, že současný prezident může čelit velké výzvě už v primárkách, zejména ze strany člena progresivní frakce Demokratické strany. V primárkách se objevili tři kandidáti; v březnu 2023 ohlásila svou kandidaturu Marianne Williamson, kterou v dubnu následoval aktivista proti očkování, environmentální právník a propagátor konspiračních teorií Robert F. Kennedy Jr. a v říjnu člen Sněmovny reprezentantů za stát Minnesota Dean Phillips. Kennedy Jr. se však v říjnu 2023 z demokratických primárek stáhl a rozhodl se kandidovat jako nezávislý.
Biden prohrál primárky v Americké Samoi s investorem venture kapitálu Jasonem Palmerem a stal se prvním úřadujícím prezidentem, který primárky v některém ze států od roku 1980, kdy takto prohrál Jimmy Carter. Nicméně všechny ostatní primárky vyhrál a udržuje si výrazný náskok v průzkumech.
Dne 6. března 2024 Philips pozastavil svou kampaň poté, co předchozího večera v rámci volebního superúterý nevyhrál žádné primárky. Jedinými hlavními kandidáty na demokratickou prezidentskou nominaci zůstávají Biden, Palmer a Williamsonová. Dne 13. března 2024 bylo oznámeno, že Joe Biden nasbíral dostatečný počet delegátů, aby vyhrál demokratické primárky a stal se tak předpokládaným kandidátem.
Po televizní debatě dne 27. června 2024, v níž Biden hovořil zmatečně a nesrozumitelně, se objevily hlasy v Demokratické straně vyzývající Bidena k odstoupení. V reakci na tyto události dne 2. července vstoupila Williamsonová znovu do volebního boje. Dne 21. července 2024 Biden oznámil, že se stahuje z prezidentského klání, a umožnil tak Demokratické straně vybrat nového kandidáta. Do prezidentské nominace podpořil současnou viceprezidentku Kamalu Harrisovou. Krátce poté Harris skutečně oznámila, že se bude ucházet o nominaci Demokratické strany v roce 2024. Kandidát strany bude oficiálně zvolen na Národním sjezdu Demokratické strany, který je naplánován na 19. až 22. srpna 2024. 

## Kandidáti

### Nominantka
| Nominanti Demokratické strany     |                                  |
| Kamala Harrisová                  | Tim Walz                         |
| na prezidentku                    | na viceprezidenta                |
|                                   |                                  |
| 49. viceprezidentka USA (od 2021) | 41. guvernér Minnesoty (od 2019) |
| Kampaň                            |                                  |

### Odstoupili po ukončení primárek
| Jméno                  | Datum a místo narození                   | Zkušenosti                                                                                    | Zahájení kampaně                               | Ukončení kampaně                                | Domovský stát    | Kampaň            | Vyhrané státy v primárkách | Delegáti       | Počet hlasů         | Poznámky             |
| ---------------------- | ---------------------------------------- | --------------------------------------------------------------------------------------------- | ---------------------------------------------- | ----------------------------------------------- | ---------------- | ----------------- | -------------------------- | -------------- | ------------------- | -------------------- |
| Marianne Williamsonová | 8. června 1952 Houston, Texas            | spisovatelka a aktivistka zakladatelka Project Angel Food kandidátka na prezidentku 2020      | 4. března 2023 28. února 2024 2. července 2024 | 7. února 2024 11. června 2024 29. července 2024 | Washington, D.C. | Kampaň            | 0                          | 0              | 473 761 (2,85 %)    | [ 24 ] [ 25 ] [ 26 ] |
| Joe Biden              | 20. listopadu 1942 Scranton, Pensylvánie | 46. prezident USA (od 2021) 47. viceprezident USA (2009–2017) senátor za Delaware (1973–2009) | 25. dubna 2023                                 | 21. července 2024 (podpořil Harrisovou)         | Delaware         | Kampaň Odstoupení | 49                         | 3 664 (98,9 %) | 13 477 101 (87,1 %) | [ 27 ] [ 20 ]        |

### Protestní hlasy
V souvislosti s Izraelsko-palestinským konfliktem nabrala na síle volební hnutí postavená na naléhání na voliče, aby zapsali nebo zaškrtli možnost nezávazných delegátů.
| Jméno     | Počet delegátů | Počet hlasů |
| --------- | -------------- | ----------- |
| Nezávazný | 37             | 706,591     |

### Odstoupili během primárek
| Jméno         | Datum a místo narození                        | Zkušenosti                                                                                          | Zahájení kampaně | Ukončení kampaně                                      | Domovský stát | Kampaň | Vyhrané státy v primárkách | Delegáti      | Počet hlasů    | Poznámky             |
| ------------- | --------------------------------------------- | --------------------------------------------------------------------------------------------------- | ---------------- | ----------------------------------------------------- | ------------- | ------ | -------------------------- | ------------- | -------------- | -------------------- |
| Jason Palmer  | 1. prosince 1971 Aberdeen, Maryland           | investor venture kapitálu                                                                           | 22. října 2023   | 15. května 2024 (podpořil Bidena, později Harrisovou) | Maryland      | Kampaň | 3 (0.1%)                   | [ 28 ] [ 29 ] | [ 28 ] [ 29 ]  | [ 28 ] [ 29 ]        |
| Dean Phillips | 20. ledna 1969 (54 let) Saint Paul, Minnesota | člen sněmovny reprezentantů za stát Minnesota (od 2019) CEO Phillips Distilling Company (2000–2012) | 26. října 2023   | 6. břzena 2024 (podpořil Bidena, později Harrisovou)  | Minnesota     | Kampaň |                            | 4             | 523,689 (3.4%) | [ 30 ] [ 31 ] [ 32 ] |

### Odstoupili před primárkami
| Jméno                 | Datum a místo narození                   | Zkušenosti              | Domovský stát | Zahájení kampaně | Ukončení kampaně                                          | Kampaň | Poznámky      |
| --------------------- | ---------------------------------------- | ----------------------- | ------------- | ---------------- | --------------------------------------------------------- | ------ | ------------- |
| Robert F. Kennedy Jr. | 17. ledna 1954 (70 let) Washington, D.C. | Environmentální právník | Kalifornie    | 19. dubna 2023   | 9. října 2023 v kampani pokračuje jako nezávislý kandidát | Kampaň | [ 33 ] [ 34 ] |

## Chronologie
Následující termíny primárek a volebních shromáždění byly stanoveny zákony nebo rozhodnutími státních buněk stran, ale mohou se změnit v závislosti na legislativě, plánech buněk na výběr delegátů nebo rozhodnutí státních tajemníků:
- 23. ledna: Primárky v New Hampshire[36][37][pozn. 1]
- 3. února: Primárky v Jižní Karolíně
- 6. února: Primárky v Nevadě
- 27. února: Primárky v Michiganu
- 5. března: Volební superúterý (Primárky v Alabamě, Arkansasu, Kalifornii, Coloradu, Iowě, Maine, Massachusetts, Minnesotě, Severní Karolíně, Oklahomě, Tennessee, Texasu, Utahu, Vermontu a Virginii a volební shromáždění na Americké Samoi).
- 6. března: Volební shromáždění na Havaji
- 12. března: Primárky Demokratů v zahraničí, Georgia, Mississippi, Severní Mariany a Washington
- 19. března: Primárky v Arizoně, Illinois, Kansasu a Ohiu
- 23. března: Primárky v Louisianě a Missouri
- 2. dubna: Primárky ve státech Connecticut, Delaware, New York, Rhode Island a Wisconsin
- 6. dubna: Primárky na Aljašce a Havaji a volební shromáždění v Severní Dakotě.
- 13. dubna: volební shromáždění v okrese Wyoming
- 23. dubna: Primárky v Pensylvánii
- 28. dubna: Primárky v Portoriku
- 7. května: Primárky v Indianě
- 14. května: Primárky v Marylandu, Nebrasce a Západní Virginii
- 21. května: Primárky v Kentucky a Oregonu
- 23. května: volební shromáždění v okrese Idaho
- 4. června: Primárky v District of Columbia, Montaně, New Jersey, Novém Mexiku a Jižní Dakotě
- 8. června: Guam a Americké Panenské ostrovy: volební shromáždění
- Zrušeno: Florida[pozn. 2]

## Průběh
Současný prezident Joe Biden v lednu 2022 prohlásil, že se hodlá ucházet o znovuzvolení, a jako svou kandidátku si ponechal Kamalu Harrisovou. Dne 15. září řekl Scottu Pelleymu v rozhovoru pro CBS 60 Minutes, že se zatím ke kandidatuře nezavázal. V soukromém rozhovoru s občansko-právním aktivistou Alem Sharptonem dne 3. října údajně Sharptonovi řekl, že bude usilovat o znovuzvolení. Dne 11. října řekl Jaku Tapperovi v rozhovoru pro CNN, že se rozhodne, zda bude usilovat o znovuzvolení po volbách v polovině roku 2022.
V roce 2022 několik významných demokratů veřejně vyzvalo Bidena, aby se o druhé funkční období neucházel. Dne 23. června, krátce po získání demokratické nominace v guvernérském klání v Jižní Karolíně, řekl bývalý člen Sněmovny reprezentantů Joe Cunningham televizi CNN, že podle jeho názoru bude Biden na konci svého druhého funkčního období příliš starý a neměl by v roce 2024 kandidovat. CNN poukázala na to, že Biden Cunninghama podpořil v kampaních v letech 2018 a 2020. V červenci kongresman Dean Phillips z Minnesoty uvedl, že se domnívá, že by demokraté měli v roce 2024 nominovat někoho z mladší generace, a následující týden s ním souhlasila i jeho kolegyně Angie Craigová. Dne 1. srpna tehdejší poslenkyně Carolyn Maloney řekla deníku The New York Times, že si myslí, že by Biden neměl v roce 2024 kandidovat, a že věří, že kandidovat nebude. Později se omluvila a řekla, že by měl znovu kandidovat, ačkoliv zopakovala své přesvědčení, že Biden skutečně kandidovat nebude. V září americký poslanec a kandidát do Senátu USA za stát Ohio Tim Ryan v rozhovoru pro místní televizní stanici podobně vyzval k „generačnímu odklonu“ od Bidena.

### Kontroverze

#### Primárky v New Hampshire a Iowě
Prezident Biden zaslal 1. prosince 2022 Demokratickému národnímu výboru (DNC) dopis, v němž žádá, aby byl v prezidentských primárkách Demokratické strany v roce 2024 kladen důraz na rozmanitost. Dne 4. února 2023 DNC formálně schválil nový harmonogram primárek na rok 2024, v němž se jako první uskuteční primárky v Jižní Karolíně a o dva dny později v Nevadě a New Hampshire. Jeden z členů Výboru pro pravidla a stanovy, který tento nový plán podpořil, Lee Saunders, dále uvedl, že tak bude lépe reprezentováno složení země. Proti tomuto kroku se postavili členové z Iowy a New Hampshire, protože v těchto dvou státech se již nebudou konat první primárky. Tento krok byl také kritizován některými progresivisty, kteří tvrdili, že tento krok má zvýhodnit umírněnější kandidáty.
Dne 6. října DNC a členové strany z Iowy dosáhli kompromisu, podle kterého se osobní volební shromáždění mohou konat ještě v lednu, ale korespondenční hlasování o delegátech se bude konat až do superúterý 5. března. DNC a Demokratická strana státu New Hampshire kompromisu nedosáhly. V říjnu 2023 manažerka Bidenovy kampaně Julie Chávez Rodriguez v dopise předsedovi Demokratické strany státu New Hampshire Raymondu Buckleymu potvrdila, že Biden se v primárkách neobjeví, aby byl dodržen kalendář DNC. Dne 30. října zahájili pro-bidenovští demokraté z New Hampshire, včetně Kathy Sullivanové (bývalé předsedkyně Demokratické strany v New Hampshire) a bývalých poslanců Paula Hodese a Carol Shea-Porterové, kampaň za vepsání Bidena do volebních lístků.

#### Přístup k hlasovacím lístkům
Na Floridě, v Severní Karolíně a v Tennessee se na volebních lístcích pro primárky objeví pouze prezident Biden, a to částečně na základě rozhodnutí místních demokratických stran v těchto státech. Kampaně Philipse a Williamsonové kritizovaly tato rozhodnutí jako nedemokratická.